# Csang Szungil
Csang Szungil (hangul: 장순길, handzsa: 張淳吉, RR: Jang Sun-gil; 1946. június 19. – 2000. április 19.) olimpiai bronzérmes dél-koreai ökölvívó. Az 1968. évi nyári olimpiai játékokon harmatsúlyban bronzérmet szerzett. 1970-ben profi lett, 1971-ben megszerezte az Oriental and Pacific Boxing Federation kispehelysúlyú bajnoki címét, melyet 1974-ben vesztett el, ekkor visszavonult.

## Olimpiai szereplése
| 1968. évi nyári olimpiai játékok | 1968. évi nyári olimpiai játékok | 1968. évi nyári olimpiai játékok | 1968. évi nyári olimpiai játékok        | 1968. évi nyári olimpiai játékok | 1968. évi nyári olimpiai játékok | 1968. évi nyári olimpiai játékok | 1968. évi nyári olimpiai játékok | 1968. évi nyári olimpiai játékok |
| Versenyző                        | Versenyszám                      | Selejtező                        | 32-es főtábla                           | Nyolcaddöntő                     | Negyeddöntő                      | Elődöntő                         | Döntő                            | Helyezés                         |
| Versenyző                        | Versenyszám                      | Ellenfél Eredmény                | Ellenfél Eredmény                       | Ellenfél Eredmény                | Ellenfél Eredmény                | Ellenfél Eredmény                | Ellenfél Eredmény                | Helyezés                         |
| -------------------------------- | -------------------------------- | -------------------------------- | --------------------------------------- | -------------------------------- | -------------------------------- | -------------------------------- | -------------------------------- | -------------------------------- |
| Csang Szungil (Jang Sun-gil)     | Harmatsúly                       | Mario Mendoza (GUA) · 5-0        | Vang Csi-jing (Wáng Jīyíng) (ROC) · 3-2 | Nikola Savov (BUL) · RSC         | Horst Rascher (FRG) · 5-0        | Eridadi Mukwanga (UGA) · 1-4     | kiesett                          |                                  |